# Roi Levy
Roi Yosef Levy (en hebreo: רועי לוי‎) (Estados Unidos, 29 de mayo de 1979 - Reim, 7 de octubre de 2023) fue un militar israelí, oficial de las Fuerzas de Defensa de Israel con rango de teniente coronel que desempeñó su último cargo al frente de la Unidad Refaim. Murió en el enfrentamiento con milicianos de Hamás en terrenos del kibutz Reim, cercano a la Franja de Gaza, en la mañana del sábado 7 de octubre de 2023, en los primeros combates de la Operación Inundación de Al-Aqsa.

## Biografía
Levy nació en Estados Unidos y creció en Jerusalén. Estudió en la Yeshiva High School de Beit El y en la Yeshiva Atarot Yerushalayim. Se alistó en las Fuerzas de Defensa de Israel en marzo de 1999, fue destinado a la 1.ª Brigada y fue aceptado en el pelotón de reconocimiento Golani. Tras el entrenamiento, sirvió como combatiente en el pelotón de reconocimiento y participó en combates en el sur del Líbano.
Al terminar el curso, regresó al pelotón de reconocimiento y fue nombrado jefe de equipo. Más tarde fue nombrado comandante de un equipo de combatientes y luchó, entre otras cosas, en la Operación Escudo Defensivo. Más tarde sirvió como comandante del pelotón de entrenamiento en la Brigada Golani. Después fue nombrado comandante de la Compañía de Fusiles A en el Batallón 51. Más tarde sirvió como oficial de operaciones de la Brigada Golani durante la Segunda Guerra del Líbano. Posteriormente, fue nombrado comandante del Pelotón de Reconocimiento Golani entre 2006 y 2007.
Más tarde fue comandante de la Brigada Golani entre 2007 y 2008. Durante su mandato, dirigió numerosas operaciones, entre ellas la Operación Decisión Precedente. El objetivo de la operación era atacar a un escuadrón de morteros situado en la zona de Saja'iyya que causaba grandes trastornos. La compañía de reconocimiento bajo su mando y simultáneamente el Pelotón de Reconocimiento Golani flanquearon desde ambos lados. Al final de la operación murieron seis terroristas. Al final de su mandato, se fue de permiso para estudiar la licenciatura en Derecho en el Colegio Académico de Ono.
Al comienzo de la Operación Plomo Fundido interrumpió sus estudios y se unió a los combates como parte de la Brigada Golani, durante los cuales resultó herido en una pierna durante un encuentro con terroristas. Tras finalizar sus estudios fue nombrado subcomandante del Batallón 12 y desempeñó ese cargo entre 2011 y 2012.
En junio de 2013 fue ascendido a teniente coronel y nombrado comandante de la Brigada Golani, y la dirigió, entre otras cosas, en los combates de la Operación Acantilado Poderoso, durante los cuales resultó gravemente herido en la cabeza. Debido a su lesión, puso fin a su mandato en el batallón. Tras un periodo de rehabilitación en el que también completó un máster en Derecho en la Universidad Bar-Ilan, fue nombrado comandante del batallón Hadar en Bahad 1 y ocupó ese cargo entre 2015 y 2016. 
El 16 de mayo de 2016 fue nombrado comandante de la Unidad Egoz en la Brigada Oz. En abril de 2018 fue seleccionado por el Jefe del Estado Mayor, Gadi Eisenkot, para encender la antorcha de las FDI en el 70.º Día de la Independencia del Estado de Israel. Posteriormente, la unidad bajo su mando recibió el Premio a la Excelencia del Jefe del Estado Mayor. Finalizó su función el 3 de mayo de 2018. El 27 de junio de 2018, fue ascendido a coronel y nombrado comandante de la Brigada Bar'a. m. y dirigió la brigada, entre otras cosas, en la Operación Escudo del Norte. Desempeñó este cargo hasta el 27 de agosto de 2020. Al término de su mandato, fue alumno de la Escuela Nacional de Seguridad en la promoción 48 (2020-2021).
En 2021 fue nombrado comandante del Centro de Adiestramiento contra Incendios de Melah, cargo en el que sirvió hasta 2023. El 30 de julio de 2023, fue nombrado comandante de la Unidad Refaim. Murió el 7 de octubre en la batalla de Reim, en el kibutz homónimo durante un encuentro con militantes palestinos de Hamás que darían pie a la guerra entre Israel y Gaza.